# Schönebach
Schönebach è un villaggio ecclesiastico del comune di Ziemetshausen nel distretto svevo di Günzburg, in Germania.
Schönebach si trova nel Reischenau (la parte centrale del parco naturalistico Naturparks Augsburg-Westliche Wälder).
Dal 1862 al 1929 il comune autonomo di Schönebach apparteneva all'ufficio distrettuale di Zusmarshausen e dal 1929 all'ufficio distrettuale di Augusta, che dal 1939 si chiamava distretto di Augusta. Il 1 luglio 1972, nell'ambito della riforma regionale della Baviera, fu aggiunto al Günzkreis, che il 1 maggio 1973 venne ribattezzato distretto di Günzburg. Il 1 maggio 1978 è stato incorporato nel comune di Ziemetshausen.
Schönebach si trova sulla strada federale 300 ed è aggirato nella circonvallazione Ziemetshausen-Schönebach.

## Strutture architettoniche
- La semi-parrocchia cattolica di San Leonardo appartiene alla parrocchia dei Santi Pietro e Paolo a Ziemetshausen.